# 周小川
周小川（1948年1月29日—），江苏省宜兴市人，中国共产黨、中华人民共和国經濟學家及政治人物，原副国级领导人。現任博鰲亞洲論壇副理事長。曾任全国政协副主席、中国人民银行行长、中国建设银行行长、中国证券监督管理委员会主席。在任央行行长期间，媒体曾将他同前发改委主任马凯、前财政部部长金人庆以及前商务部部长吕福源并列为“温家宝内阁”的“四大财经官员”。2009年3月间发表系列论文，提出去主权化“国际货币体系改革的理想目标”，即“创造一种与主权国家脱钩、并能保持币值长期稳定的国际储备货币”；阐述金融危机中，中国宏观调控政策的作用。2010年末，面对热钱流入加速的形势时曾提出《池子理论》，引起了广泛的关注。2011年9月被《欧洲货币》杂志评选为“年度全球最佳央行行长”。

## 生平

### 早年经历
周小川出身中国共产党干部家庭。父亲周建南1937年毕业于交通大学电机系，同年年底到达延安，1939年被党派往重庆从事地下工作，1940年加入中国共产党。中华人民共和国成立后，周建南曾担任任机械工业部部长。母亲杨维哲曾就读于朝阳大学（时已西迁成都）和武汉大学（当时西迁乐山），1939年加入中国共产党，1940年抵达延安，1949年后曾担任重工业部化工研究所所长、化学工业部计划司司长、国家科学技术委员会计划局局长、中国新技术创业投资公司董事长。周小川的父母有四个孩子，排行老二的周小川有一个姐姐周燕，还有弟弟周小鹤和妹妹周小羽。周小川出生时，他的父母在黑龙江东安市（今密山市）的东北军工部直属二厂（东安电器厂）工作，周建南为厂长兼总工程师。
1966年，周小川从北京八中高中毕业。同年，文革开始了。据两名知情人透露，周小川曾是一个红卫兵组织的领袖。由于文化大革命，周小川无法继续求学。1968年，他参加知识青年上山下乡，前往黑龙江生产建设兵团852农场。周小川回忆，上山下乡期间，他除了参加劳动，还曾研究过电话、载波广播、机床的技术问题。
1972年，周小川受推荐进入北京化工学院学习，成为“工农兵学员”。毕业后，被分配到化工部北京自动化技术研究所系统研究室工作，曾参与“川汉输气工程”、“30万吨乙烯成套设备自主设计制造工程”等项目。1978年，在中国大陆恢复研究生招生后，周小川考入机械工业部部属研究机构——机械研究院系统工程应用工业的研究生，师从严筱均教授。1982年8月，进入清华大学成为自动化系系统工程专业首批招收的博士生。在此期间，周一直从事经济体制改革的政策分析及许多经济课题的研究工作。1986年9月，参加莫干山会议，后出任国务院体改方案领导小组成员，并兼任中国经济体制改革研究所副所长，为国务院高层担任智囊；后又兼任国家经济体制改革委员会委员。

### 进入中央
1986年12月，周小川被任命为对外经济贸易部部长助理，开始从政之路，时年38岁。此后，历任中国银行常务董事、副行长；国家外汇管理局局长；中国人民银行副行长、货币政策委员会第一届委员。
1998年2月出任中国建设银行行长。
2000年2月，转任中国证监会主席。
2002年12月，根据朱镕基总理提名，接替戴相龙出任中国人民银行行长。
2003年3月17日，经国务院总理温家宝提名，国家主席胡锦涛发布第二号中华人民共和国主席令，根据中华人民共和国第十届全国人民代表大会第一次会议的决定，周小川被任命为中国人民银行行长。其后先后在温家宝政府和李克强政府中连任，历经三位国务院总理，是任期最长的行长。
2013年3月当选全国政协副主席，成为党和国家领导人。
2018年3月，70岁的周小川卸任全国政协副主席和中国人民银行行长，结束了其长达15年的央行行长生涯。离任后他继续担任中国金融学会会长、博鳌亚洲论坛副理事长、國際金融論壇主席、中投国际资讯委员会委员等职位。

## 家庭
周小川祖籍是江苏宜兴，当地宜兴周氏是望族，先祖为魏晋时期名臣周处。周小川父亲周建南早年毕业于上海交通大学电机系，后担任中华人民共和国机械部部长、中央顾问委员会委员、中央财经领导小组顾问。其母杨维哲曾就读于武汉大学。

## 所获荣誉
2009年荣获“第一财经金融价值榜”年度金融思想家

## 思考言论
关于货币体系演变的思考和言论。

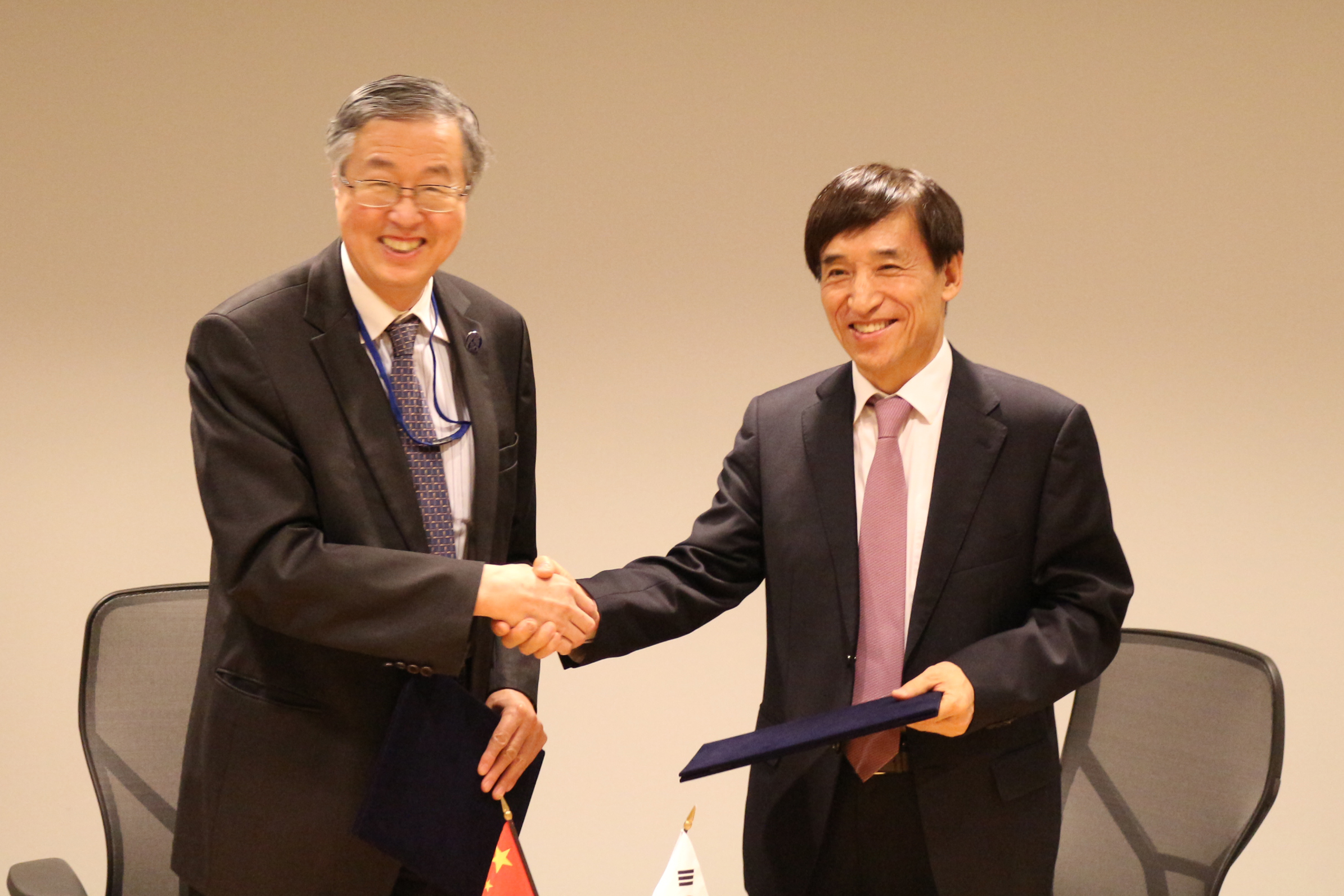
2014年的周小川和李住烈

- 2009年3月23日，国际金融危机爆发不久，在央行官方网站发表《关于改革国际货币体系的思考》一文，提出了与去主权化、总量恒定的比特币体系相似的概念，即“创造一种与主权国家脱钩、并能保持币值长期稳定的国际储备货币”。
- 2014年4月11日，比特币“与集邮者收集的邮票一样”，“是一种能够交易的资产而非支付货币”。[16]
- 2016年2月13日，“比特币是不要中央银行的”数字货币。[17]
- 在2017年3月10日，“数字货币、区块链等技术会产生不容易预测到的影响。”[18]

### 引用
1. 1 2 3 4 5  . 《小康》杂志. 2005-01-05  [2021-06-05]. （原始内容存档于2021-07-03） –新浪财经.
2. ↑  周小川.  (PDF). 转载自中国人民银行网站 www.pbc.gov.cn/detail.asp?col=4200&ID=279 原文被删除. 2009年3月23日  [2017年5月26日]. （原始内容 (PDF)存档于2018年2月24日）.
3. ↑  .   [2015-08-10]. （原始内容存档于2011-09-04）.
4. ↑  .   [2011-09-27]. （原始内容存档于2021-07-03）.
5. 1 2  童丹宁 (编). . 北京: 中共党史出版社. 2012-01: 285-286. ISBN 978-7-5098-1429-1.
6. ↑  .   [2013-03-16]. （原始内容存档于2013-03-19）.
7. ↑  《深切怀念周建南》编辑组 (编). . 北京: 机械工业出版社. 1996: 7-11. ISBN 7-111-05223-4.
8. ↑  . 上海: 上海人民出版社. 1991: 278. ISBN 9787208011984.
9. ↑  . 21世纪经济报道. 2018-03-19  [2021-06-05]. （原始内容存档于2021-07-03）.
10. ↑  .   [2015-11-01]. （原始内容存档于2019-05-08）.
11. ↑  . 中国人大网.   [2021-02-18]. （原始内容存档于2021-08-20）.
12. ↑  . www.guancha.cn.   [2021-02-26]. （原始内容存档于2021-07-03）.
13. ↑  宜兴市建设局编. . 北京：方志出版社. 2008.01: 161–162. ISBN 7-80238-267-1 请检查|isbn=值 (帮助).
14. ↑  余玮，吴志菲著. . 北京：中国文史出版社. 2006.01: 57–58. ISBN 7-5034-1778-1.
15. ↑  .   [2012-03-13]. （原始内容存档于2021-07-03）.
16. ↑  王自宸、郭信峰. . 新华网海南频道. 2014年4月11日  [2017年5月27日]. （原始内容存档于2014年7月16日）.
17. ↑  王烁 张继伟 霍侃. . 财新周刊. 2016年2月13日  [2017-05-27]. （原始内容存档于2019-09-07）.
18. ↑  李志杰 李一丁 李付雷. . 第一财经. 2017年5月23日  [2017年5月27日]. （原始内容存档于2019年7月1日）.